# Џорџ Феликс Ален
Џорџ Феликс Ален (енгл. George Felix Allen; Витир, 30. новембар 1952) је амерички политичар и адвокат.

## Лични живот
Ален се 1986. оженио Сузан Браун. Заједно имају троје деце: Тилера, Форест и Брук.
Живе у Маунт Вернону у Вирџинији.